# Lannion
Lannion (Lannuon en bretón) es una comuna francesa del departamento de Costas de Armor, ubicado en Bretaña, Francia.
Lannion es una subprefectura de Costas de Armor, la capital de Trégor y el centro de una aglomeración de alrededor de 60 000 habitantes. La población de la comuna de Lannion es de 19 773 habitantes (año 2007).
La comuna actual está formada por la unión de las antiguas comunas de Lannion, Brélévenez, Buhulien, Loguivy-lès-Lannion y Servel en 1961.

## Toponimia
El origen del nombre Lannion proviene de «lann», que significa un establecimiento religioso creado por los bretones de la Alta Edad Media, y un antropónimo de «Yuzon». Este nombre, Lannyuzon, se modificó a Lannuon (en bretón), y finalmente a «Lannion» (variante modificada de la antigua forma bretona), que es la forma oficial y administrativa de Francia.

## Geografía
Capital económica de Trégor, Lannion está atravesada por el río Léguer. La proximidad de la desembocadura del Léguer hace que el nivel de la orilla en el centro de la ciudad varíe varios metros en función de las mareas. Esta característica ha permitido la construcción en 1992 de una planta mareomotriz. Una barrera permite retener el agua traída por la subida de la marea y soltarla cuando la marea baja. 

## Demografía
| 3706 | 3132 | 3426 | 3597 | 5650 | 5461 | 5849 | 6075 | 6642 | 6598 | 6882 | 6223 | 6294 | 5998 | 6205 | 6002 | 6126 | 6010 | 5856 | 6174 | 6047 | 6247 | 6430 | 6584 | 7220 | 6734 | 9479 | 12 535 | 16 867 | 16 641 | 16 958 | 18 368 | 19 773 |
| Para los censos de 1962 a 1999 la población legal corresponde a la población sin duplicidades (Fuente: INSEE [Consultar]) |      |      |      |      |      |      |      |      |      |      |      |      |      |      |      |      |      |      |      |      |      |      |      |      |      |      |        |        |        |        |        |        |

## Economía
En 1960, la implantación del Centro Nacional de Estudios de Telecomunicaciones (Centre national d'étude des télécommunications CNET), imprime una fuerte orientación a la industria de la ciudad.
Lannion es por lo tanto un gran centro de investigación en telecomunicaciones en Francia, donde operan varias empresas como Alcatel, France Télécom y SAGEM. Lannion agrupa el 45% de este tipo de investigación en Francia, y es la sede del parque tecnológico Anticipa que está compuesto por más de un centenar de PYMES.

## Administración
| Lista de alcaldes | Lista de alcaldes | Lista de alcaldes |
| Alcalde           | Periodo           | Partido político  |
| ----------------- | ----------------- | ----------------- |
| Pierre Marzin     | 1971-1977         | PD                |
| Pierre Jagoret    | 1977-1983         | PS                |
| Yves Nedelec      | 1983-1989         | RPR               |
| Alain Gouriou     | 1989-             | PS                |

## Transporte

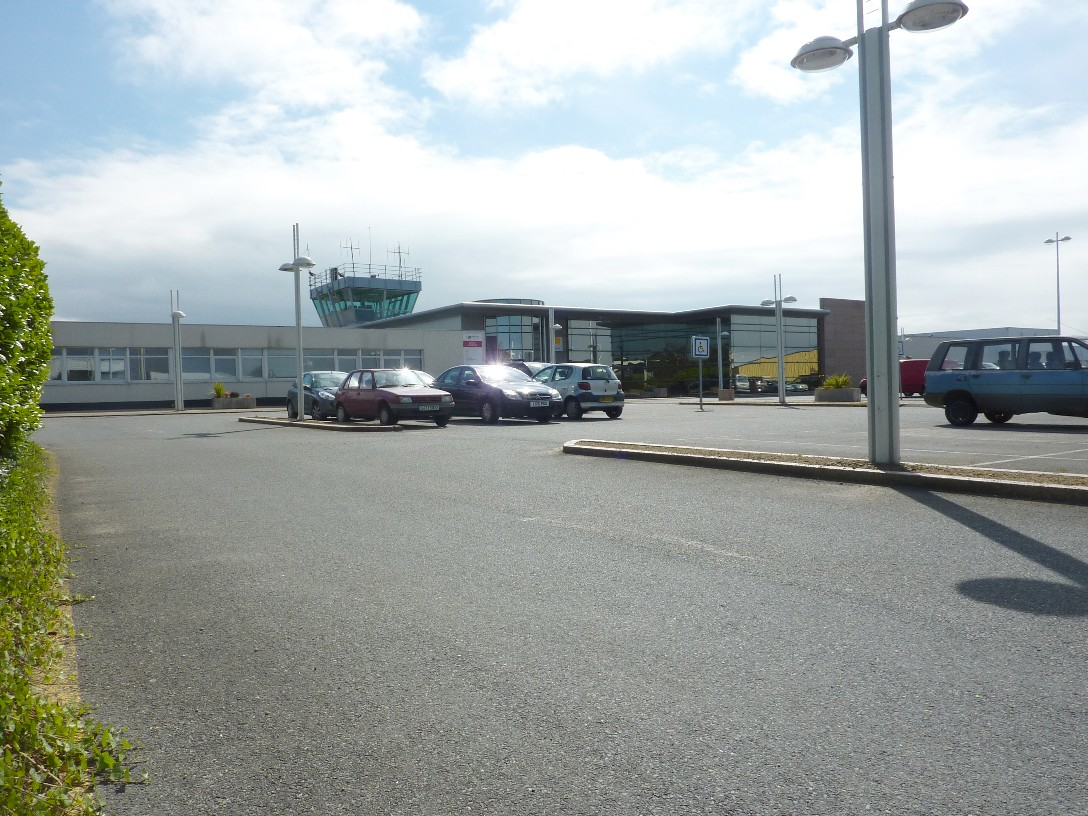
Aeropuerto

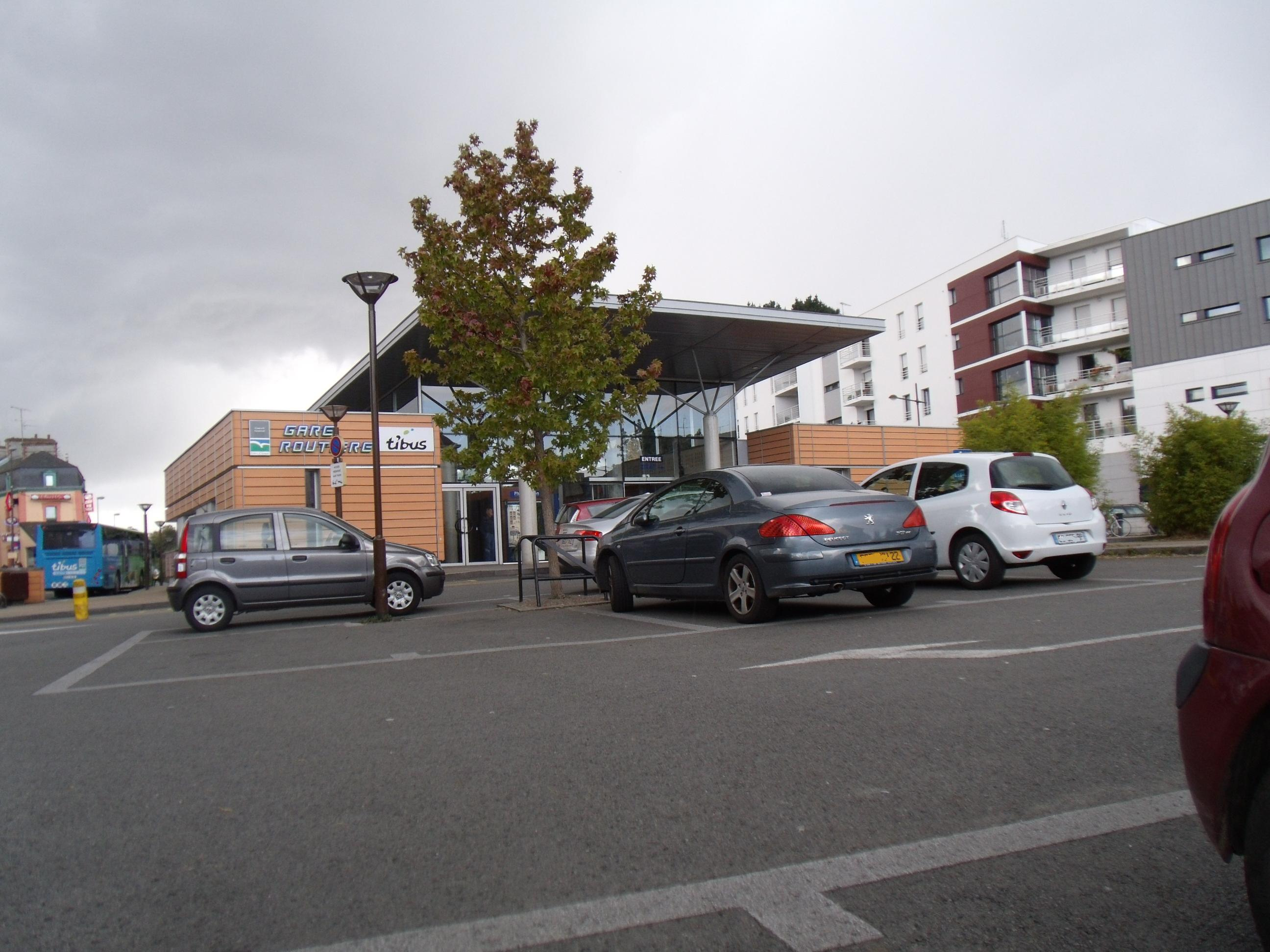
La estación

La ciudad de Lannion está conectada por diversos medios de transporte. El cercano Aeropuerto de Lannion - Côte de Granit ha sido ampliado para acomodar los vuelos procedentes de París y de otros destinos. La estación del tren de Lannion ofrece servicios del TGV hacia Brest, Saint-Brieuc, Rennes y París, así como el Transporte Express Regional enlaza con otras localidades cercanas.

## Monumentos y lugares históricos
- Iglesia de Brélévenez, del siglo XII pero posteriormente reformada en estilo gótico. Está comunicada con la parte baja de la ciudad por una escalera de 140 peldaños, llamada de la Trinité.
- El antiguo convento de las ursulinas, del siglo XVII, situado en la calle de Jean Savidan.
- El monasterio de Santa Ana (Sainte-Anne)
- Castillo Le Cruguil (siglo XV), visitado en el verano
- Señorío de Langonaval (siglo XV)
- Señorío de Kerprigent

## Ciclismo
En la localidad está la sede de la Asociación Internacional de Grupos Ciclistas Profesionales, presidida por Jonathan Vaughters, director del equipo ciclista profesional Garmin-Cervélo.

## Ciudades hermanadas
- Günzburg, Baviera,  Alemania
- Vivero,  Galicia,  España
- Caerphilly,  Gales,  Reino Unido